# Harie Meijers
Harie Meijers (Maastricht, 5 december 1879 – aldaar, 14 april 1928) was een Nederlands wielrenner, geboren in de stad Maastricht. In 1897 werd hij op 17-jarige leeftijd profwielrenner en bleef dit tot 1904, met onderbreking van het jaar 1901.

## Biografie
Harie Meijers was een zoon van een welgestelde koffiehandelaar aan het Vrijthof in Maastricht. Als jonge jongen oefende hij op de kasseien van de Boschstraat en werd hierbij gadegeslagen door zijn vriend en trouwe supporter, de later bekende Maastrichtse schrijver Fons Olterdissen. Deze kreeg rond 1900 van Meijers vele briefkaarten gestuurd uit New York, Parijs, Rome, Nantes, Turijn, Kopenhagen, Amsterdam en Berlijn. Op zestienjarige leeftijd maakte Harie in 1895 een proefrondje op de gloednieuwe betonnen wielerbaan van Amby, tegenwoordig een wijk van Maastricht. Hij was danig in zijn nopjes over de piste, getuige zijn opmerking na afloop tot de pastoor van Amby: "De baan löp wie 'n tiet, menier pestoer" (De baan loopt als een tiet, mijnheer pastoor).
Meijers werd profwielrenner omdat hij de wereld wilde ontdekken en gek was op reizen, dat was die tijd niet vanzelfsprekend. Zo werd hij een der pioniers van het Nederlandse wielrennen en rond 1900 groeide hij uit tot een fenomeen in de internationale baanwielrennerij. Hij nam voornamelijk deel aan zesdaagsen en ontpopte zich tot een renner met een vlijmscherpe eindsprint en een bliksemsnelle demarrage. In die tijd waren baanwedstrijden en zesdaagsen enorm populair bij de middenklasse en de arbeiders in de grote steden; het wegwielrennen stond toen nog in de kinderschoenen. Meijers nam vaak deel aan diverse zesdaagsen in de Verenigde Staten, waaronder die van New York. Verder won hij een aantal Grand Prix, zoals die van New York en driemaal die van Parijs, onder andere die in het jaar 1900 tijdens de Wereldtentoonstelling. Hier kon een prijzengeld van 7000 gulden worden verdiend.
Hij nam ook diverse malen deel aan het Wereldkampioenschap sprint en werd tweemaal tweede; in 1900 achter Edmond Jacquelin en in 1902 achter de beroemde Deense sprinter Thorvald Ellegaard. In 1903 zou Meijers in Kopenhagen nog eens derde worden, ook nu achter Ellegaard en de Duitser Willy Arend. Hij kreeg de bijnaam 'Second Eternal', eeuwige tweede. Niettemin was hij vijfmaal Nederlands kampioen sprint en eenmaal Engels kampioen sprint. In 1928 overleed hij op 48-jarige leeftijd aan tyfus.

## Tegen Major Taylor
In mei 1902 had Harie Meijers de Amerikaanse wielerlegende Major Taylor overgehaald om helemaal naar Maastricht te komen om een sprintduel met hem aan te gaan op de lokale wielerbaan in Amby. Heel Maastricht en Amby waren uitgelopen en vergaapten zich aan de wereldkampioen sprint van 1899, de zwarte Amerikaanse sprinter met de bijnamen vliegende neger en gekleurde cycloon. Een neger hadden ze nog zelden gezien en op de wielerpiste nog nooit. De lokale favoriet was echter kansloos tegen Taylor.